# Konstantine Kaveline
Konstantine Dmitrievitch Kaveline (en russe : Константин Дмитриевич Кавелин) (4 novembre 1818 - 5 mai 1885) est un historien russe, juriste, et sociologue, parfois considéré comme le fondateur du libéralisme russe.

## Biographie
Né à Saint-Pétersbourg dans une famille de la vieille noblesse, Kaveline fut diplômé de la faculté de droit de l'Université de Moscou et étudia le droit à l'Université de Saint-Pétersbourg à partir de 1839. Avec Timoféï Granovsky et Alexandre Herzen, ce fut l'un des principaux occidentalistes. En 1855, Herzen publia la célèbre proposition de Kaveline pour l'émancipation des serfs, qui lui coûta le poste lucratif de tuteur du tsarévitch. Pendant les années 1860, Kaveline fut président de la Société libre économique (ru) et dériva graduellement vers la droite. Dans sa Courte revue de l'histoire russe (Краткий взгляд на русскую историю, 1887) il appuya de nombreuses opinions slavophiles et fit l'éloge de l'État comme institution clef de l'histoire nationale. 
Certains érudits croient que Kaveline est le prototype de Stiva Oblonski dans le roman de Léon Tolstoï Anna Karénine.